# 윤수정 (작가)
윤수정는 대한민국의 텔레비전 드라마 작가이다. 

## 드라마
- 2012년 KBS2 단막극 《KBS 드라마 스페셜 연작시리즈 - 소녀탐정 박해솔》 ... 집필
- 2013년 KBS2 수목 미니시리즈 《천명》 ... 공동집필
- 2014년 KBS2 수목 미니시리즈 《왕의 얼굴》 ... 공동집필
- 2015년 KBS2 월화 미니시리즈 《발칙하게 고고》 ... 공동집필
- 2025년 SBS 월화 미니시리즈 《귀궁》 ... 집필